# Melanispa
Melanispa là một chi bọ cánh cứng trong họ Chrysomelidae.
Chi này được miêu tả khoa học năm 1858 bởi Baly.

## Các loài
Các loài trong chi này gồm:
- Melanispa bicolor Zayas, 1960
- Melanispa truncata Baly, 1858